# Marsupilami nyomában
A Marsupilami nyomában (eredeti cím: Sur la piste du Marsupilami) a 2012-es francia-belga vígjáték, mely a Marsupilami-n alapuló élőszereplős-animációs film. Címszerepben Jamel Debbouze (Pablito Camaron) és Alain Chabat (Dan Geraldo) alakítja.
A film premierjét Franciaországban és Belgiumban 2012. április 4-én tartották, Magyarországon pedig az év augusztus 16-án.

## Szereplők
| Szereplő         | Színész           | Magyar hang       |
| ---------------- | ----------------- | ----------------- |
| Pablito Camaron  | Jamel Debbouze    | Kerekes József    |
| Dan Geraldo      | Alain Chabat      | Haás Vander Péter |
| Hermoso          | Fred Testot       | Viczián Ottó      |
| Pochero tábornok | Lambert Wilson    | Jakab Csaba       |
| Pétunia          | Géraldine Nakache | Bánfalvi Eszter   |
| Papa Dan         | Jacques Weber     | Barbinek Péter    |
| Paya királynő    | Liya Kebede       | Sági Tímea        |
| Óriás            | Dalip Singh       | Király Adrián     |
| Cassandra        | Jade Nuckcheddy   | Koller Virág      |
| Clarisse         | Aïssa Maïga       | Makay Andrea      |
| Caporal          | Patrick Timsit    | Schneider Zoltán  |
| Kiki             | ?                 | Kassai Károly     |